# Suma Gestión Tributaria
Suma. Gestión Tributaria. Diputación de Alicante, de ahora en adelante Suma, es un organismo público, constituido por la  Diputación Provincial de Alicante en 1990 con el objetivo de gestionar y recaudar los tributos municipales de los Ayuntamientos de la provincia de Alicante (España). Suma, como administración local ejerce sus competencias en la aplicación de los tributos y la gestión de ingresos por delegación de los Ayuntamientos y de otras Administraciones que así lo deciden.
El órgano de gobierno es el Consejo Rector, que está integrado por un Presidente que es el de la Diputación de Alicante y un número de vocales entre 7 y 11, más el propio Director de Suma. La secretaría y la intervención son los órganos de asesoramiento y control. Existe un órgano de consulta denominado Consejo de Alcaldes, que asegura la participación de los Ayuntamientos delegantes en la estrategia de Suma.
La marca Suma, como denominación del organismo autónomo, quiere expresar el concepto de integración, aumento, crecimiento e incorporación. Sobre la base de ese nombre, se ha desarrollado una cultura corporativa de gestión tributaria y servicio al ciudadano. Este compromiso está cimentado en la búsqueda del consenso entre las fuerzas políticas de la provincia.

## Ubicación geográfica.

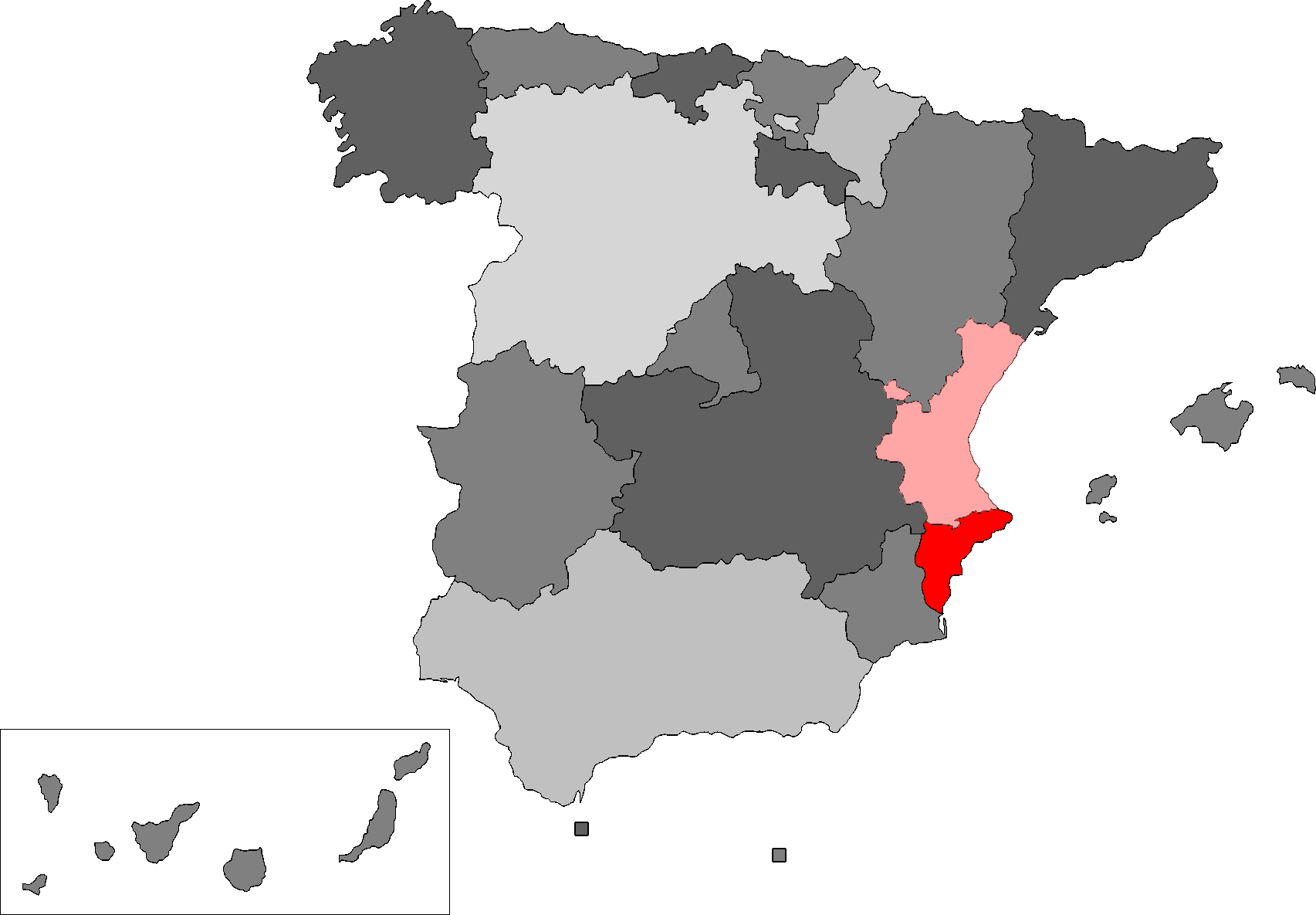
Localización de Alicante, principal área de acción de Suma.

Suma desarrolla su actividad en España, más concretamente en Alicante, una de las 3 provincias que integran la Comunidad Valenciana, junto con Valencia y Castellón.

## Actividad y modelo de gestión.
Suma es el organismo encargado de la aplicación de los tributos del Sistema tributario local en España (gestión, inspección y recaudación) en los municipios de la provincia de Alicante. 
En cuanto al desarrollo de su actividad, realiza la gestión de:
- El Impuesto sobre bienes inmuebles (IBI).
- El Impuesto sobre actividades económicas (IAE).
- El Impuesto sobre Vehículos de Tracción Mecánica (IVTM).
- El Impuesto sobre el Incremento del Valor de los Terrenos (IIVTNU).
- El Impuesto sobre Construcciones, Instalaciones y Obras (ICIO).
- Sanciones de tráfico.
- Cualquier otro ingreso público local propio del municipio (Tasa de residuos sólidos, Alcantarillado, Vados, etc.)

Suma realiza una gestión integral de los tributos, siendo responsable de la tramitación de los impuestos locales desde el nacimiento del hecho imponible, hasta el ingreso del impuesto en las arcas municipales. Se encarga de procesar los censos, elaborar los recibos y cobrarlos, tanto en periodo voluntario como en ejecutivo, así como tramitar y resolver las reclamaciones y recursos que se puedan generar en el proceso de liquidación y cobro. También se ocupa de supervisar la adecuada tributación de los hechos imponibles y de ingresar lo cobrado a los municipios.

## Colaboración con otras administraciones locales.
El modelo de gestión de Suma se ha convertido en un referente como modelo organizativo para gestionar los ingresos de las administraciones locales. En este ámbito ha colaborado con diversas organizaciones locales de España, Europa y otros países, mediante convenios de colaboración. Algunos de ellos han sido:
- Elaboración de Planes Estratégicos para los servicios tributarios de la Municipalidad de Managua.
- Análisis y consultoría para la Asociación Nacional de Municipios Portugueses.
- Participación activa en diversas comisiones de la Federación Española de Municipios y Provincias.
- Consultoría y análisis para el Ayuntamiento de Madrid.

Desde 2006 está colaborando con el Cabildo de Gran Canaria en la implantación de un modelo de aplicación de los tributos locales basado en su modelo de gestión. Igualmente con el Ayuntamiento de Majadahonda (Provincia de Madrid), desde el año 2005, con la Diputación de Albacete desde 2012 y con el Ayuntamiento de Roquetas de Mar (Provincia de Almería) desde 2023.
Suma participa habitualmente en foros y conferencias sobre temas tributarios. Así mismo está presente en encuentros internacionales, en países europeos, norteamericanos y América Latina a través de instituciones como IRRV (Institute of Revenues Ratings and Valuation), Lincoln Institute of Land Policy, IPTI (International Property Tax Institute) y IAAO (International Association of Assessing Officers). También ha trabajado junto con otras organizaciones europeas, en el desarrollo de proyectos de formación en el marco del Programa Leonardo Da Vinci.

## Algunos datos de Suma.
- Gestiona los tributos locales de los 141 municipios que componen la provincia de Alicante, mediante convenios de delegación.

- Se relaciona con cerca de 2.000.000 de contribuyentes.

- Dispone de una red de 46 oficinas fijas y 24 itinerantes distribuidas a lo largo del territorio de Alicante.

| Periodo   | Nombre                                    | Partido político |
| --------- | ----------------------------------------- | ---------------- |
| 1993-1995 | Ilmo. Sr. D. Antonio Mira-Perceval Pastor | PSOE             |
| 1995-2003 | Ilmo. Sr. D. Julio de España Moya         | PP               |
| 2003-2011 | Ilmo. Sr. D. José Joaquín Ripoll Serrano  | PP               |
| 2011-2015 | Ilma. Sra. Dª. Luisa Pastor Lillo         | PP               |
| 2015-2019 | Ilmo. Sr. D. César Sánchez Pérez          | PP               |
| 2019-2023 | Ilmo. Sr. D. Carlos Mazón Guixot          | PP               |
| 2023-...  | Ilmo. Sr. D. Antonio Pérez Pérez          | PP               |

| Periodo                         | Nombre                             |
| ------------------------------- | ---------------------------------- |
| 1993-1998                       | D. Fernando Plaza González         |
| 1998-2007                       | D. José Francisco Trigueros Sellés |
| 2007-2011                       | D. José López Garrido              |
| 2011-2015                       | D. Manuel De Juan Navarro          |
| 2015-marzo de 2016              | Dª Encarnación Sánchez Sala        |
| Marzo de 2016-octubre de 2019   | D. José Manuel Bonilla Gavilanes   |
| Noviembre de 2019-marzo de 2021 | Dª Encarnación Sánchez Sala        |
| Abril de 2021 - ...             | D. José Antonio Belso Martínez     |

Nota: del año 1990 a 1993, el nombre de este organismo público fue Organismo Autónomo Provincial de Gestión Tributaria de Alicante. En 1993, el nombre cambió a Suma.